# Нанітон
Нанітон (англ. Nuneaton) — місто у Великій Британії, у графстві Ворикшир. Найбільше місто графства. Розташоване у передмістті Ковентрі. Населення міста становить 81877 осіб (перепис 2011 року). Місто розташоване у кам'яновугільному басейні і довгий час видобуток вугілля був основною галуззю його економіки.

## Назва
Сучасна назва міста Нанітон пов'язана з монастирем бенедиктинців, що виник тут у 12 столітті і навколо якого розрісся населений пункт. Англійське слово «nun» означає «черниця». До того населений пункт мав назву «Etone», що означає «водяне місто». Перший запис сучасного варіанту імені міста сягає 1247 року, воно було записане як «Nonne Eton».

## Історія
Місто згадується у «Книзі страшного суду» (1086) як невеличкий хутір. У 12 столітті тут було засновано монастир бенедиктинців. З 1233 року у містечку почали проводитися ярмарки. За короля Генріха VIII, у 1539 році, власність монастиря бенедиктинців була відібрана на користь держави.
1552 року у місті було засновано Коледж короля Едварда VI (англ.  King Edward VI College).
Нанітон починаючи з середини 17 століття почав розростатися завдяки розташуванню у центрі Ворикширського вугільного басейну. Під час першого національного перепису, що відбувся у 1801 році, населення міста становило 5000 людей. У 19 столітті, під час промислового перевороту, у місті почали розвиватись текстильна промисловість, а також виробництво цегли і черепиці, броварництво. До 1901 року населення Нанітона зросло до 25000 людей.
Нанітон зазнав авіабомбардувань під час Другої світової війни, переважно через те, що в місті був розташований завод боєприпасів.

## Географія
Місто лежить за 166 км від Лондона. Найбільша водна артерія міста — річка Анкер (англ. River Anker).

## Економіка
У другій половині 20 століття у місті були розвинені видобуток вугілля, кольорова металургія, верстатоінструментальна, електротехнічна, текстильна та керамічна промисловість.
На початку 21 століття значне місце в економіці міста займає електротехнічна промисловість. Частина населення працює у Ковентрі.